# Kleptochthonius hetricki
Espèce
Kleptochthonius hetricki est une espèce de pseudoscorpions de la famille des Chthoniidae.

## Distribution
Cette espèce est endémique de Virginie-Occidentale aux États-Unis. Elle se rencontre dans le Greenbrier Caverns System dans le comté de Greenbrier.

## Description
Le mâle holotype mesure 2,11 mm et la femelle paratype 2,15 mm.

## Étymologie
Cette espèce est nommée en l'honneur de Steven Hetrick.

## Publication originale
- Muchmore, 1974 : New cavernicolous species of Kleptochthonius from Virginia and West Virginia (Pseudoscorpionida, Chthoniidae). Entomological News, vol. 85, p. 81-84 (texte intégral).